# Проценко Федір Данилович
Фе́дір Дани́лович Проце́нко (* 19 червня 1866 — † 14 листопада 1942, Ленінабад, Таджицька РСР) — український актор та хормейстер, вчитель співів, член Російського театрального товариства.

## Короткий життєпис
1886 року розпочав концертну діяльність.
Колезький асесор, працював викладачем музичної дисципліни в Ніжинському історично-філологічному інституті. Активно займався громадським життям, організовував аматорські вистави; заснував при ніжинському Народному домі вокальну студію, струнний і вокальний квартети. В цьому часі мав товариські стосунки та працював з М. К. Заньковецькою, М. К. Садовським, М. Л. Кропивницьким.
1893 року засновує Ніжинський мішаний хор.
Запрошував до виступів кобзаря Терентія Пархоменка.
1913 року закінчує регентські учительські курси в Петербурзі.
1934 року у нього відбирають виплеканий ним хор, займається педагогічною діяльністю, диригує хором в піонерському клубі.

## Родина
Його син, Андрій Проценко — флейтист; створював українську школу гри на флейті, педагог. 1937 року розстріляно двох інших синів — Володимира і Сергія. По тому заарештовано і розстріляно першу дружину сина Миколи, заарештовано чоловіка племінниці.
Дід робив все, щоб рятувати онуків — одразу ж усиновлює дітей розстріляного сина Володимира: Миколу і Люсю.
В часі Другої світової війни виступав з хором на лісових галявинах перед бійцями, на передовій.
До останніх днів займався громадською роботою. Помер в евакуації.

## Доробок
Написав «Мистецькі спомини».
Серед виконаних ролей:
- Карась — «Запорожець за Дунаєм» Гулака-Артемовського,
- Виборний — «Наталка Полтавка» Котляревського.

## Вшанування пам'яті
В січні 2014 року у Ніжині прийняли рішення перейменувати провулок Шкільний на провулок Федора Проценка.
2015 року на будинку, де він проживав, встановлено пропам'ятну дошку.